# Еніко Міхалік
Еніко Міхалік (угор. Mihalik Enikő; нар. 11 травня 1987, Бекешчаба) — угорська фотомодель. У 2009 і 2014 роках брала участь у показах нижньої білизни Victoria's Secret. Знімалася для обкладинок журналів Allure, Elle, Harper's Bazaar, i-D, Marie Claire, V, Vogue.

## Біографія
У шкільні роки з Міхалік глузували однокласники через її худорлявість. У модельний бізнес потрапила випадково, коли її у 15 років зауважив в торговому центрі співробітник модельного агентства і запросив на проби. У 2002 році вона виграла національний модельний конкурс. Потім відбувся міжнародний конкурс в Тунісі, на якому Міхалік зайняла 4-е місце. У світ високої моди вона прийшла в 2006 році, працювала на показах провідних модельєрів і представляла відомі бренди. Серед тих, з ким вона співпрацювала можна виділити Chanel, Christian Dior, Dolce & Gabbana, Gucci, Hugo Boss, Yves Saint Laurent.
Міхалік брала участь у зйомках для календаря Pirelli на 2010 рік, які проводив Террі Річардсон у Байї.